# سیارک ۳۸۹۱
سیارک ۳۸۹۱ (به انگلیسی: 3891 Werner، نامگذاری:1981EY31) سه هزار و هشتصد و نود و یکمین سیارک کشف شده‌است که در ۳ مارس ۱۹۸۱ کشف شد.
قدر مطلق سیارک برابر ۱۴٫۷۰ است.